# Baron Morley
Baron Morley war ein erblicher britischer Adelstitel in der Peerage of England.
Ursprünglicher Familiensitz der Barone war das Herrenhaus von Morley Saint Botolph in Norfolk.

## Verleihung und Geschichte des Titels
Der Titel wurde am 29. Dezember 1299 für William de Morley geschaffen, indem dieser von König Eduard I. per Writ of Summons ins englische Parlament einberufen wurde.
Der 2. Baron heiratete Hawise Marshal († vor 1327), Schwester und Erbin des John Marshal, 2. Baron Marshal (1292–1316), über die ihr gemeinsamer Sohn, der 3. Baron Morley, auch das erbliche Hofamt des Marshal of Ireland, sowie den de-iure-Anspruch auf den Titel Baron Marshal erbte. Letzterer Baronstitel wurde von diesem oder dessen Nachkommen nie rechtswirksam angenommen.
Als Barony by writ war der Titel in Ermangelung direkter männlicher Nachkommen auch an weibliche Nachkommen vererbbar.
Der spätere 13. Baron Morley hatte bereits 1585 von seiner Mutter den Titel 5. Baron Monteagle geerbt. Beim kinderlosen Tod des 15. Barons Morley und 7. Barons Monteagle am 15. Juli 1697 fielen seine Titel in Abeyance zwischen dessen Tanten Catherine Savage, Countess Rivers, und Hon. Elizabeth Cranfield bzw. deren Erben. Die Abeyance dauert bis heute an.

## Liste der Barone Morley (1299)
- William de Morley, 1. Baron Morley († 1302)
- Robert de Morley, 2. Baron Morley († 1360)
- William de Morley, 3. Baron Morley (1319–1379)
- Thomas de Morley, 4. Baron Morley (um 1354–1416)
- Thomas de Morley, 5. Baron Morley (um 1394–1435)
- Robert de Morley, 6. Baron Morley (1418–1442)
- Alianore Lovel, 7. Baroness Morley (1442–1476), ⚭ William Lovel, 7. Baron Lovel, 4. Baron Holand, iure uxoris 7. Baron Morley († 1476)
- Henry Lovel, 8. Baron Morley (1466–1489)
- Alice Parker, 9. Baroness Morley (um 1467–1518), ⚭ William Parker, iure uxoris 9. Baron Morley († 1510)
- Henry Parker, 10. Baron Morley (um 1486–1556)
- Henry Parker, 11. Baron Morley (1531–1577)
- Edward Parker, 12. Baron Morley (um 1551–1618)
- William Parker, 13. Baron Morley, 5. Baron Monteagle (1575–1622)
- Henry Parker, 14. Baron Morley, 6. Baron Monteagle (um 1600–1655)
- Thomas Parker, 15. Baron Morley, 7. Baron Monteagle (um 1636–1697) (Titel abeyant 1697)